# Roger Cassany i Viladomat
Roger Cassany i Viladomat (Vic, 1980) és un periodista i realitzador català, coordinador del Diari de Barcelona en la nova etapa de la capçalera, que va arrencar 30 d'abril de 2020 de la mà dels estudiants de Periodisme de la Universitat Pompeu Fabra.
Va començar a treballar a Vilaweb TV —la primera televisió IP d'Espanya — el 2007, mesos després de la seva posada en marxa per part de Vicent Partal i Andreu Barnils. Des d'aleshores s'ha dedicat a l'audiovisual i als vídeos per Internet. Dins de VilaWeb i VilaWeb TV en particular ha dirigit diversos projectes: sèries electorals, debats, reportatges d'investigació (La història d'un dinar, metàfora d'una pandèmia), la sèrie 'Barcelona: veritats incòmodes en temps de campanya', entre més, i retransmissions en directe, com el concert de la primavera valenciana des del Palau de la Música de València. Ha dirigit dos documentaris, l'un sobre la llengua algueresa i el paper de la música per a preservar-la (L'Alguer, un pentagrama com un carrer), estrenat al festival DocsBarcelona i a TV3, i l'altre sobre el sistema d'agricultura urbana a Cuba i, en concret, a l'Havana (Alimentado la Habana). Fou cap de redacció de Vilaweb fins al 2014. 
És doctor en Comunicació per la Universitat Pompeu Fabra, amb una tesi doctoral sobre l'àudiovisual a Internet (Especificitats de la narrativa audiovisual a Internet). També ha fet una recerca pel Consell de l'Audiovisual de Catalunya (CAC) sobre el mateix tema (El periodisme audiovisual a Internet: funcions diferents, vídeos diferents). “Els vídeos informatius dels diaris digitals no són ni han de ser iguals als vídeos dels telenotícies de la televisió convencional. Són diferents i tenen propietats especials. Però com són i com han de ser? És una nova narrativa que lògicament esdevé cada dia més decisiva en comunicació en general i en periodisme en particular”, explica Cassany, que ha impartit seminaris a diferents universitat europees, com a la Universitat de Sàsser, a Sardenya, territori amb el qual manté de fa anys una estreta relació. En l'àmbit acadèmic, ha publicat articles científics sobre a revistes de prestigi com Comunicar (Comunicar la ciencia: el perfil del periodista científico en España). Fa classes al Taller de Periodisme Integrat en les especialitats de Televisió i d'Internet a la Universitat Pompeu Fabra, als màsters de Periodisme de la Barcelona School of Management i al grau de Comunicació de la Universitat Oberta de Catalunya.
Com a realitzador audiovisual ha participat en altres projectes, vídeoclips, publicitat, vídeodansa, reportatges, campanyes audiovisuals, vídeos per a aplicacions mòbils i retransmissions en directe de concerts i esdeveniments. També va realitzar els vídeos a la xarxa del congrés de modernisme, les càpsules de vídeo del Born Centre Cultural, els vídeos del Tricentenari i va participar en l'Arxiu de cultura contemporània ciberians.net, que va crear Oriol Caba.